# Simona Vintilă
Simona Oana Vintilă este o jucătoare de handbal din România. 

## Date personale[1]
- Data nașterii: 05.01.1981

- Post: Centru

- Număr tricou: 3

- Naționalitate: Română

Între 2005-2009 a evoluat la Rulmentul Municipal Brașov.
În sezonul 2009-2010 a jucat la echipa Universitatea Jolidon Cluj. 